# Jordi Núñez i Carretero
Jordi Núñez i Carretero   (Granollers, 19 de setembre de 1969) és un jugador d'handbol català, ja retirat, guanyador de dues medalles olímpiques.

## Carrera esportiva

### Trajectòria per clubs
| Temporades            | Club                | Lliga     | País    |
| --------------------- | ------------------- | --------- | ------- |
| 1986/1987 - 1994/1995 | CB Granollers       | ASOBAL    | Espanya |
| 1995/1996 - 1996/1997 | Bidasoa Irún        | ASOBAL    | Espanya |
| 1997/1998 - 2002/2003 | BM Ciudad Real      | ASOBAL    | Espanya |
| 2003/2004 - 2004/2005 | Balonmano Cantabria | ASOBAL    | Espanya |
| 2005/2006             | BM Antequera        | Divisió B | Espanya |

En el seu palmarès destaca una Copa EHF, una Copa ASOBAL, una Supercopa d'Espanya, dues Recopes d'Europa i dues Copes del Rei.

### Trajectòria amb la selecció
Va participar, als 27 anys, en els Jocs Olímpics d'Estiu de 1996 realitzats a Atlanta (Estats Units), on va aconseguir guanyar la medalla de bronze amb la selecció espanyola d'handbol en derrotar en el partit pel tercer lloc a la selecció francesa. En els Jocs Olímpics d'Estiu de 2000 realitzats a Sydney (Austràlia) revalidà aquesta medalla olímpica en derrotar la selecció de Sèrbia i Montenegro.
Al llarg de la seva carrera ha guanyat tres medalles en el Campionat d'Europa d'handbol, dues d'elles de plata.